# Овтов, Александр Григорьевич
Александр Григорьевич Овтов (28 мая 1930, Старое Славкино, Нижне-Волжский край — 14 августа 2017, Пенза) — первый секретарь Каменского райкома КПСС, Пензенская область, Герой Социалистического Труда (1973).

## Биография
Родился 28 мая 1930 года в селе Старое Славкино Малосердобинского района (ныне — Пензенской области) в крестьянской семье.
В 1948 году окончил Петровский сельскохозяйственный техникум, в 1956 году — агрономический факультет Пензенского сельскохозяйственного института. В 1956—1960 годах работал старшим научным сотрудником Петровской селекционной опытной станции.
В дальнейшем — на советской и партийной работе в Пензенской области. В 1960—1961 годах — председатель колхоза им. Луначарского Лопатинского района. В 1963—1967 годах — заместитель начальника и начальник Башмаковского районного производственного управления сельского хозяйства.
В 1967—1971 годах — первый секретарь Тамалинского райкома партии. С 1971 года — первый секретарь Каменского горкома КПСС.
В руководимых им районах успешно развивались растениеводство и животноводство, осваивались новые технологии, велось строительство производственных и социально-бытовых объектов. Построены свинокомплексы в совхозе «Тамалинский», колхозе им. Мичурина и «Заря». В городе Каменке введены в эксплуатацию крупные предприятия: мясокомбинат, сахарный завод, реконструирован завод «Белинсксельмаш».
Указом Президиума Верховного Совета СССР от 7 декабря 1973 года за большие успехи, достигнутые во Всесоюзном социалистическом соревновании, и проявленную трудовую доблесть в выполнении принятых обязательств по увеличению производства и продажи государству зерна и других продуктов земледелия в 1973 году Овтову Александру Григорьевичу присвоено звание Героя Социалистического Труда с вручением ордена Ленина и золотой медали «Серп и Молот».
В 1979—1981 годах руководил Пензенским областным управлением сельского хозяйства. С апреля 1981 по ноябрь 1991 года — заместитель, первый заместитель председателя Пензенского облисполкома.
Жил в Пензе. Умер 14 августа 2017 года. Похоронен на Аллее славы Новозападного кладбища Пензы.

## Награды и звания

### Ордена
- Орден Ленина (1973);
- Орден Трудового Красного Знамени (1973);

### Медали
- Медаль «Серп и Молот»;

### Почётные звания
- Почётный гражданин Пензенской области (2000).